# Specie di Mysmenidae
Di seguito sono descritte tutte le specie della famiglia di ragni Mysmenidae note al dicembre 2012.

## Anjouanella
Anjouanella Baert, 1986
- Anjouanella comorensis Baert, 1986 — Isole Comore

## Brasilionata
Brasilionata Wunderlich, 1995
- Brasilionata arborense Wunderlich, 1995 — Brasile

## Calodipoena
Calodipoena Gertsch & Davis, 1936
- Calodipoena biangulata Lin & Li, 2008 — Cina
- Calodipoena caribbaea (Gertsch, 1960) — Giamaica, Trinidad
- Calodipoena colima (Gertsch, 1960) — Messico
- Calodipoena conica (Simon, 1895) — Algeria
- Calodipoena cornigera Lin & Li, 2008 — Cina
- Calodipoena dumoga Baert, 1988 — Celebes
- Calodipoena incredula Gertsch & Davis, 1936 — USA, Isole Bahama, Cuba
- Calodipoena mooatae Baert, 1988 — Celebes
- Calodipoena stathamae (Gertsch, 1960) — Messico, Panama, Giamaica
- Calodipoena tarautensis Baert, 1988 — Celebes

## Calomyspoena
Calomyspoena Baert & Maelfait, 1983
- Calomyspoena santacruzi Baert & Maelfait, 1983 — Isole Galapagos

## Chanea
Chanea Miller, Griswold & Yin, 2009
- Chanea suukyii Miller, Griswold & Yin, 2009 — Cina

## Gaoligonga
Gaoligonga Miller, Griswold & Yin, 2009
- Gaoligonga changya Miller, Griswold & Yin, 2009 — Cina
- Gaoligonga zhusun Miller, Griswold & Yin, 2009 — Cina

## Iardinis
Iardinis Simon, 1899
- Iardinis martensi Brignoli, 1978 — Nepal
- Iardinis mussardi Brignoli, 1980 — India

## Isela
Isela Griswold, 1985
- Isela okuncana Griswold, 1985 — Sudafrica

## Itapua
Dipartimento di Itapúa Baert, 1984
- Itapua tembei Baert, 1984 — Paraguay

## Kekenboschiella
Kekenboschiella Baert, 1982
- Kekenboschiella awari Baert, 1984 — Nuova Guinea
- Kekenboschiella marijkeae Baert, 1982 — Nuova Guinea
- Kekenboschiella nubiai Baert, 1984 — Nuova Guinea
- Kekenboschiella vangoethemi Baert, 1982 — Nuova Guinea

## Kilifina
Kilifina Baert & Murphy, 1992
- Kilifina inquilina (Baert & Murphy, 1987) — Kenya

## Leviola
Leviola Miller, 1970
- Leviola termitophila Miller, 1970 — Angola

## Maymena
Maymena Gertsch, 1960
- Maymena ambita (Barrows, 1940) — USA
- Maymena calcarata (Simon, 1897) — Isola Saint Vincent
- Maymena cascada Gertsch, 1971 — Messico
- Maymena chica Gertsch, 1960 — Messico
- Maymena delicata Gertsch, 1971 — Messico
- Maymena grisea Gertsch, 1971 — Messico
- Maymena kehen Miller, Griswold & Yin, 2009 — Cina
- Maymena mayana (Chamberlin & Ivie, 1938) — Messico
- Maymena misteca Gertsch, 1960 — Messico
- Maymena paquini Miller, Griswold & Yin, 2009 — Cina
- Maymena rica Platnick, 1993 — Costa Rica
- Maymena roca Baert, 1990 — Perù
- Maymena sbordonii Brignoli, 1974 — Messico

## Microdipoena
Microdipoena Banks, 1895
- Microdipoena elsae Saaristo, 1978 — Isole Seychelles
- Microdipoena guttata Banks, 1895 — dagli USA al Paraguay
- Microdipoena nyungwe Baert, 1989 — Ruanda
- Microdipoena vanstallei Baert, 1985 — Camerun

## Mosu
Mosu Miller, Griswold & Yin, 2009
- Mosu huogou Miller, Griswold & Yin, 2009 — Cina
- Mosu nujiang Miller, Griswold & Yin, 2009 — Cina

## Mysmena
Mysmena Simon, 1894
- Mysmena arcilonga Lin & Li, 2008 — Cina
- Mysmena bizi Miller, Griswold & Yin, 2009 — Cina
- Mysmena calypso Gertsch, 1960 — Trinidad
- Mysmena changouzi Miller, Griswold & Yin, 2009 — Cina
- Mysmena furca Lin & Li, 2008 — Cina
- Mysmena gibbosa Snazell, 1986 — Spagna
- Mysmena goudao Miller, Griswold & Yin, 2009 — Cina
- Mysmena guianensis Levi, 1956 — Guyana
- Mysmena haban Miller, Griswold & Yin, 2009 — Cina
- Mysmena isolata Forster, 1977 — Isola Sant'Elena
- Mysmena jinlong Miller, Griswold & Yin, 2009 — Cina
- Mysmena leucoplagiata (Simon, 1879) — dall'Europa meridionale all'Azerbaigian
- Mysmena nojimai Ono, 2010 — Giappone
- Mysmena phyllicola (Marples, 1955) — Isole Samoa, Isola Niue (Nuova Zelanda)
- Mysmena quebecana Lopardo & Dupérré, 2008 — Canada
- Mysmena rostella Lin & Li, 2008 — Cina
- Mysmena shibali Miller, Griswold & Yin, 2009 — Cina
- Mysmena spirala Lin & Li, 2008 — Cina
- Mysmena taiwanica Ono, 2007 — Taiwan
- Mysmena tasmaniae Hickman, 1979 — Tasmania
- Mysmena vitiensis Forster, 1959 — Isole Figi
- Mysmena woodwardi Forster, 1959 — Nuova Guinea
- Mysmena zhengi Lin & Li, 2008 — Cina

## Mysmenella
Mysmenella Brignoli, 1980
- Mysmenella gongi Yin, Peng & Bao, 2004 — Cina
- Mysmenella illectrix (Simon, 1895) — Filippine
- Mysmenella jobi (Kraus, 1967) — Regione paleartica
- Mysmenella mengluensis Lin & Li, 2008 — Cina
- Mysmenella mihindi Baert, 1989 — Ruanda
- Mysmenella ogatai Ono, 2007 — Giappone
- Mysmenella papuana Baert, 1984 — Nuova Guinea
- Mysmenella pseudojobi Lin & Li, 2008 — Cina
- Mysmenella saltuensis (Simon, 1895) — Sri Lanka
- Mysmenella samoensis (Marples, 1955) — Isole Samoa, Hawaii

## Mysmeniola
Mysmeniola Thaler, 1995
- Mysmeniola spinifera Thaler, 1995 — Venezuela

## Mysmenopsis
Mysmenopsis Simon, 1897
- Mysmenopsis archeri Platnick & Shadab, 1978 — Brasile
- Mysmenopsis atahualpa Baert, 1990 — Perù
- Mysmenopsis beebei (Gertsch, 1960) — Trinidad
- Mysmenopsis capac Baert, 1990 — Perù
- Mysmenopsis cidrelicola (Simon, 1895) — Venezuela
- Mysmenopsis cienaga Müller, 1987 — Colombia, Perù
- Mysmenopsis cymbia (Levi, 1956) — USA
- Mysmenopsis dipluramigo Platnick & Shadab, 1978 — Panama
- Mysmenopsis femoralis Simon, 1897 — Isola Saint Vincent
- Mysmenopsis funebris Simon, 1897 — Isola Saint Vincent
- Mysmenopsis furtiva Coyle & Meigs, 1989 — Giamaica
- Mysmenopsis gamboa Platnick & Shadab, 1978 — Panama
- Mysmenopsis huascar Baert, 1990 — Perù
- Mysmenopsis ischnamigo Platnick & Shadab, 1978 — Panama, Trinidad, Perù
- Mysmenopsis ixlitla (Levi, 1956) — Messico
- Mysmenopsis kochalkai Platnick & Shadab, 1978 — Colombia
- Mysmenopsis mexcala Gertsch, 1960 — Messico
- Mysmenopsis monticola Coyle & Meigs, 1989 — Giamaica
- Mysmenopsis pachacutec Baert, 1990 — Perù
- Mysmenopsis palpalis (Kraus, 1955) — Messico, Honduras
- Mysmenopsis penai Platnick & Shadab, 1978 — Ecuador
- Mysmenopsis schlingeri Platnick & Shadab, 1978 — Perù
- Mysmenopsis tengellacompa Platnick, 1993 — Costa Rica
- Mysmenopsis tibialis (Bryant, 1940) — Cuba
- Mysmenopsis viracocha Baert, 1990 — Perù
- Mysmenopsis wygodzinskyi Platnick & Shadab, 1978 — Perù
- Mysmenopsis yupanqui Baert, 1990 — Perù

## Phricotelus
Phricotelus Simon, 1895
- Phricotelus stelliger Simon, 1895 — Sri Lanka

## Simaoa
Simaoa Miller, Griswold & Yin, 2009
- Simaoa bianjing Miller, Griswold & Yin, 2009 — Cina
- Simaoa kavanaugh Miller, Griswold & Yin, 2009 — Cina
- Simaoa maku Miller, Griswold & Yin, 2009 — Cina
- Simaoa yaojia Miller, Griswold & Yin, 2009 — Cina

## Tamasesia
Tamasesia Marples, 1955
- Tamasesia acuminata Marples, 1955 — Isole Samoa
- Tamasesia marplesi Brignoli, 1980 — Nuova Caledonia
- Tamasesia rotunda Marples, 1955 — Isole Samoa

## Trogloneta
Trogloneta Simon, 1922
- Trogloneta canariensis Wunderlich, 1987 — Isole Canarie
- Trogloneta cantareira Brescovit & Lopardo, 2008 — Brasile
- Trogloneta cariacica Brescovit & Lopardo, 2008 — Brasile
- Trogloneta denticocleari Lin & Li, 2008 — Cina
- Trogloneta granulum Simon, 1922 — Europa
- Trogloneta madeirensis Wunderlich, 1987 — Madeira
- Trogloneta mourai Brescovit & Lopardo, 2008 — Brasile
- Trogloneta paradoxa Gertsch, 1960 — USA
- Trogloneta speciosum Lin & Li, 2008 — Cina